# Albert Franz Theodor Reuss
Pour les articles homonymes, voir Reuss (homonymie).
Albert Franz Theodor Reuss, né le 23 mai 1879 à Munich, mort le 24 décembre 1958 à Berlin, fils de Delphina Garbois et de l'occultiste chef de l'Ordo Templi Orientis Theodor Reuss (1855-1923), est un herpétologiste et lépidoptériste allemand autodidacte.
Il est connu pour les dizaines de nouveaux taxons qu'il a décrits, sans fondement scientifique, au cours de la période 1923-1939.

## Biographie
Reuss vit et travaille à Berlin où il gagne sa vie en vendant du venin de serpents et des papillons. Il a tout d'abord un intérêt pour les lépidoptères, puis ne s'intéresse qu'aux vipères par la suite. Il collectionne divers reptiles, dont de nombreux serpents venimeux, ce qui lui vaut de nombreux déménagements dès que les propriétaires ont connaissance des animaux. Il est aussi un peintre talentueux, les serpents sont les sujets de la plupart de ses œuvres.

## Taxons décrits
Seuls trois taxons Reuss sont fondés:
- Macrovipera Reuss, 1927
- Acridophaga Reuss, 1927
- Vipera eriwanensis Reuss, 1933

## Note et source
1. ↑  ResearchGate (service de réseau social), consulté le 18 janvier 2024.
2. ↑  (en)[PDF] The eccentric adder man Life and works of Albert Franz Theodor Reuss (1879-1958), by Krecsák L. & Bohle D. (2008), The Herpetological Bulletin, 103: 1–10. Page 5

Reuss est l’abréviation habituelle de Albert Franz Theodor Reuss en zoologie.

Consulter la liste des abréviations d'auteur en zoologie ou la liste des taxons zoologiques assignés à cet auteur par ZooBank